# Filagrina

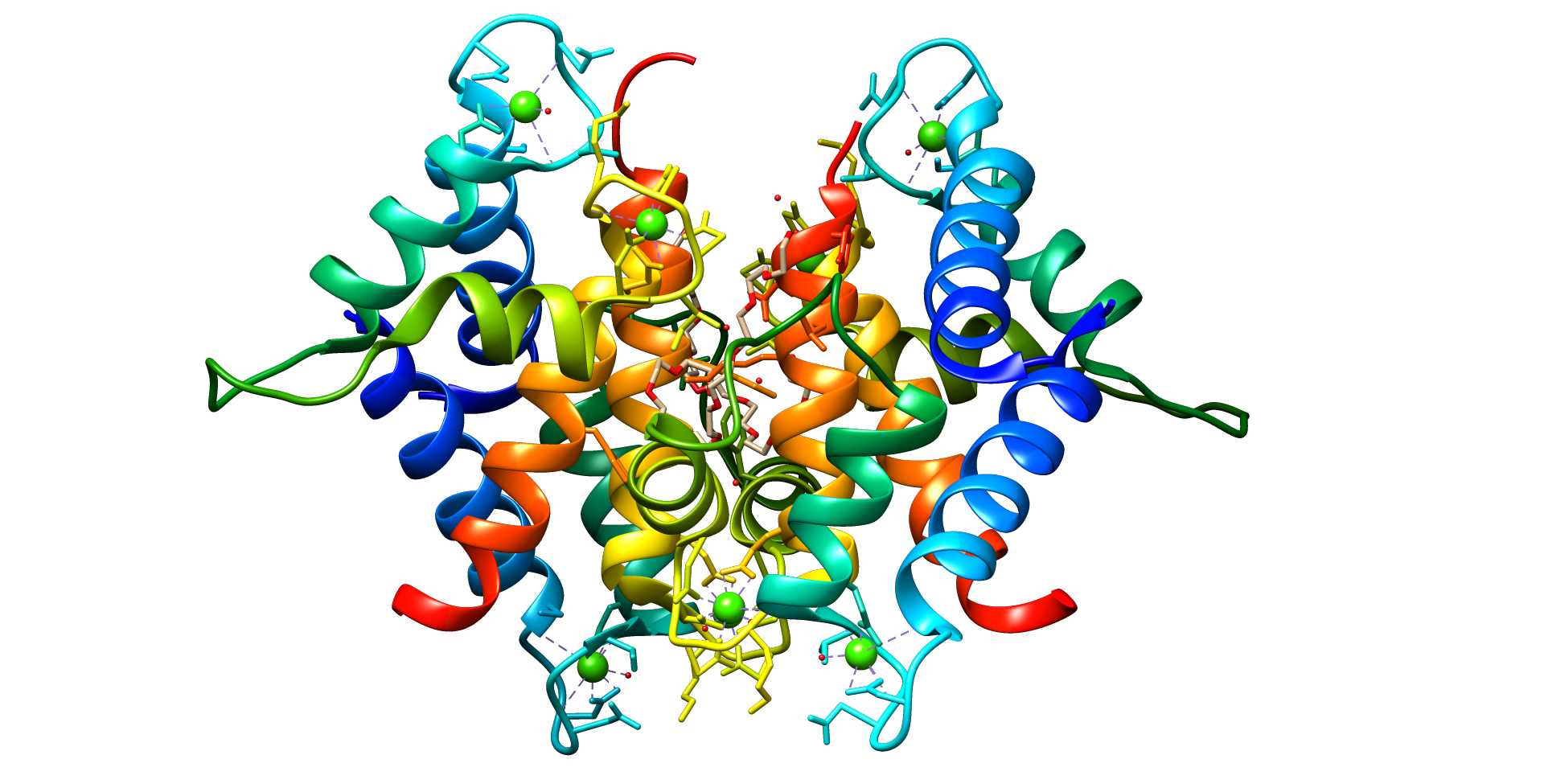
Representación de la filagrina.

La filagrina es una proteína que se encuentra en el interior de la célula y se sintetiza durante el proceso de cornificación de la piel, a partir del polipéptido profilagrina. La filagrina consta de 324 aminoácidos y  su peso molecular es de 37 kDa,  corresponde aproximadamente al 6% del contenido proteico de la epidermis.
La filagrina agrega los filamentos de queratina en fibrillas de queratina. Cuando se produce su destrucción o proteólisis durante la descamación de la piel, origina diferentes sustancias, entre ellas el ácido transurocánico y pirrolidón carboxílico. Estas sustancias atraen el agua hacia las células de la piel y favorecen por tanto la hidratación de la misma. El gen que codifica la filagrina está ubicado en el cromosoma 1 humano (1q21).
La filagrina posee una importante función para la creación de la barrera epidérmica, algunas mutaciones en el gen que la codifica se han relacionado con la dermatitis atópica y algunas formas de ictiosis.